# Cooper T23
La Cooper T23 Bristol era una vettura da Grand Prix realizzata dal costruttore britannico Cooper Car Company iscritta al campionato mondiale di Formula 1 1953, per quanto costruita secondo le regole della Formula 2.
Durante la stagione non riuscì ad ottenere alcun piazzamento a punti, così come nelle stagioni del 1954 e del 1956 quando ancora venne schierata al via di alcune gare.